# Hymenopus coronatus
Hymenopus coronatus  (conocida también por varios nombres comunes como mantis orquídea, mantis orquídea malaya o mantis orquídea rosada) es una mantis de las pluvisilvas  de Malasia, Indonesia, Tailandia, Birmania y Sumatra. Estas mantis prosperan en las áreas húmedas y cálidas de dichas selvas del sudeste de Asia.
Esta especie se caracteriza por su hermosa y brillante coloración, así como su inusual forma; Sus cuatro patas andadoras recuerdan los pétalos de una flor, y la coloración de los cuerpos suele hacer juego con la del medio ambiente en el cual se desarrollan. H. coronatus muestra uno de los dimorfismos sexuales más pronunciados (quizás el más pronunciado) de todas las especies de mantis, siendo los machos menos de la mitad de tamaño que las hembras. Las ninfas jóvenes recuerdan a  chinches depredadoras (familia Reduviidae) cuya picadura es muy dolorosa. Su color varía aleatoriamente entre blanco, magenta o incluso amarillento.
El mimetismo con las flores es considerado un caso de mimetismo agresivo, que les permite engañar a sus presas y acercarse a ellas.

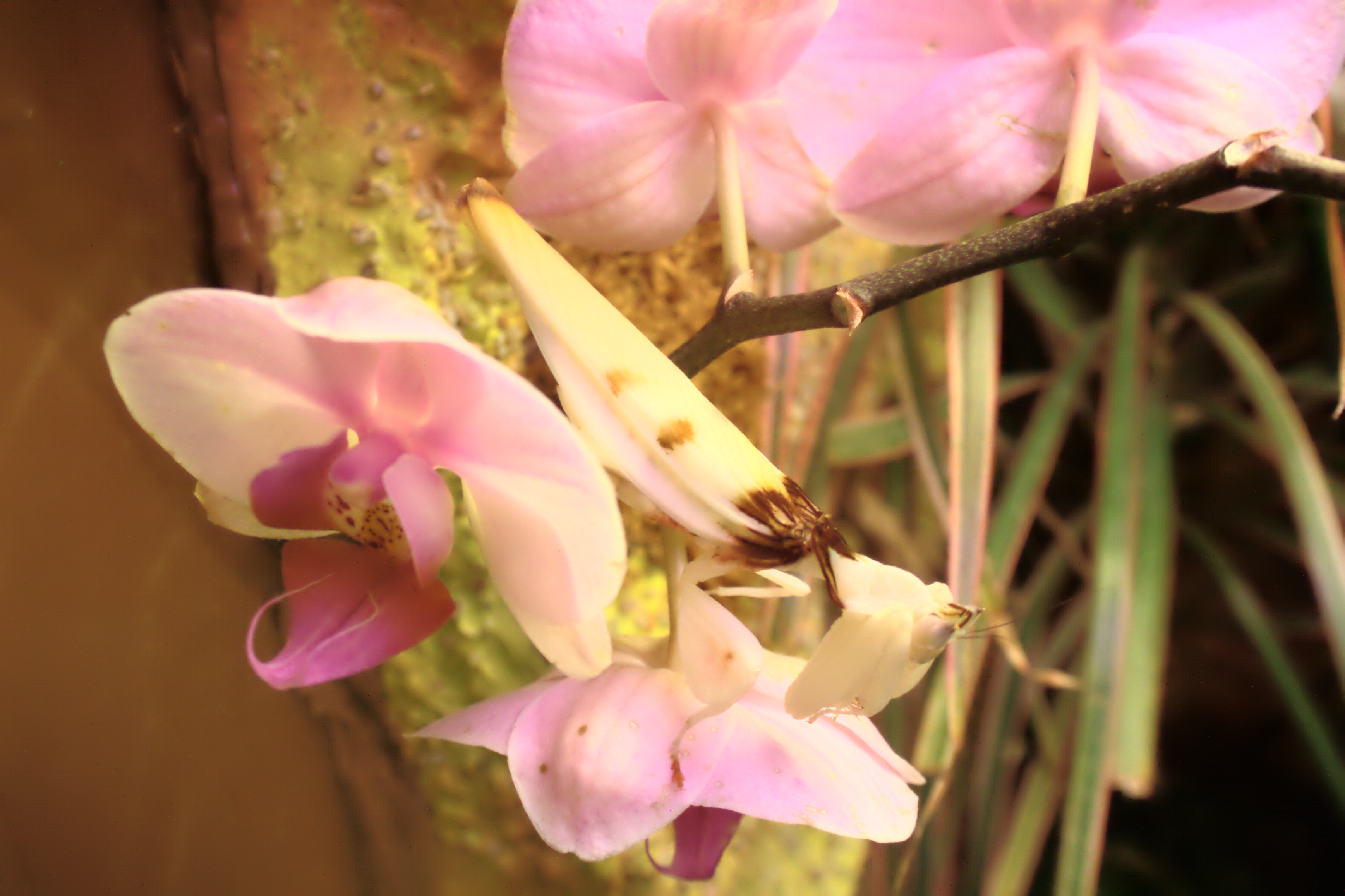
Hembra adulta de H. coronatus en una orquídea Phalaenopsis imitando a la flor